# Jess Manafort
Jess Manafort (Alexandria, 13 giugno 1982) è una regista e sceneggiatrice statunitense.
Ha diretto il film The Beautiful Ordinary (conosciuto anche con il titolo Remember the Daze). Ha scritto e diretto il cortometraggio, Liminality. È stato annunciato che si riunirà con Amber Heard e Leighton Meester in una versione pre-menopausale di Thelma & Louise, chiamata Cowgirl Bandits. Il film che sarà diretto dalla Manafort, deve entrare ancora in produzione.
Nel 2018 ha affermato di essere in procinto di modificare legalmente il proprio cognome (da Manafort a Bond) per prendere le distanze dal padre repubblicano, recentemente indagato per crimini finanziari.

## Filmografia

### Regista
- Liminality (2005)
- On Location with Remember the Daze (2007) - TV
- The Beautiful Ordinary (2007)
- A Shore Thing (2010)

### Sceneggiatrice e produttrice
- Liminality (2005)
- The Beautiful Ordinary (2007)
- A Shore Thing (2010)